# 1992年印度尼西亞立法選舉
1992年印度尼西亞立法選舉於1992年6月9日舉行，是新秩序政府舉行的第五次立法選舉。雖然執政團體專業集團的表現比上屆差，但仍以68.1%的得票率獲得282席，大獲全勝。另外兩個政黨的得票率和席次都比上屆高。

## 背景
1978年至1997年期間，只有三個政黨／團體可以參加立法選舉。其一是執政的功能團體專業集團，另外兩者是1973年新秩序政府強行合併9個原有政黨後形成的新政黨，包括伊斯蘭政黨建設統一黨（PPP）和民族主義政黨印度尼西亞民主黨（印尼民主黨，PDI）。
建設統一黨很早就決定支持蘇哈托總統在1993年尋求連任。在選舉前，他們希望引入開放參與的政治文化，以更有意義的形式參與體制，所以他們要致力把建設統一黨定位為一個既非極端、亦非反建制的政黨。
自1986年黨大會以來，印尼民主黨一直致力於促進黨內團結，結束黨內鬥爭。民主黨認為自己最有民族主義色彩、同時又以「小人物」的政黨自居，以便利用民眾的不滿情緒爭取支持。他們一方面在社會上提出社會不平等等議題，另一方面也一再重申反對外國援助的立場。
專業集團本身也有問題。由於其架構比上述兩黨複雜，因此中央黨部與地方支部（例如廖內省、西加里曼丹省和北蘇拉威西省的支部）之間的協調可以很差。民眾也要求專業集團放寬政策措施，尊重人權。

## 競選活動

### 示威及死傷
本次選舉的競選期在5月10日開始，至6月3日結束。內政部長、選舉局主席魯迪尼在5月9日表示，競選期間，所有參選政團（兩個政黨和專業集團）都是平起平坐，擁有相同的權利，負有相同的義務。
競選初期，參選團體曾多次違反交通法例，於是魯迪尼便在5月19日表示競選狀況並不「理想」，並認為參選團體應該在傳媒辯論政綱，如此才是良好的競選活動。5月20日，日惹特區省長、日惹蘇丹、專業集團日惹支部主席哈孟庫布沃諾十世下令禁止民眾使用雙輪車拉票，引起建設統一黨和印尼民主黨的反對，於是他們在22日把懸掛在日惹街頭的黨旗替換為白旗，以示抗議。同日，約3000名大學生也以「白票運動」的名義從當地一家大學出發，舉起白旗上街遊行，直至獲准與日惹省議會主席對話後才陸續散去，是為「日惹事件」。哈孟庫布沃諾認為這樣做損害了日惹的形象，呼籲他們三思而行。。
5月26日，政治及安全統籌部長、專業集團發言人蘇多莫表示，蘇哈托對競選活動進行的方式，以及競選活動造成的死傷感到非常關注。內政部官員在6月1日宣佈，截至當時，競選期間共有23人因交通意外死亡，因此受傷者則有194人。

### 專業集團
專業集團的競選活動在東爪哇省泗水開始，也在泗水結束，第一場競選集會在5月23日舉行。其發言人薩沃諾·庫蘇馬阿馬查（Sarwono Kusumaatmadja）在5月23日表示，要在維護國家統一的同時推行改革殊不容易。他和在29日發言的蘇多莫說，（未來五年）專業集團的首要任務包括：一、為印尼建立強大的經濟基礎，二、培養人才，提升印尼在各方面的質素，三、打擊從經濟發展衍生的違規行為（例如貪污和非法收佣），四、推行開放政策，按照建國五項原則建設民主制度，同時修改法律，使之明確，五、促請蘇哈托參加總統選舉，再當五年總統。

### 建設統一黨
5月10日，建設統一黨在雅加達展開競選活動，當天黨主席伊斯迈尔·哈桑·迈塔隆（Ismail Hasan Metareum）說，該黨將爭取惠民的經濟政策，實現社會公義，努力改寫弱勢社群的命運。雅加達支部主席朱弗里·阿斯摩勒佐（Djufrie Asmoredjo）則表示，該黨將提名蘇哈托和剛退休的武裝部隊司令特里·蘇特里斯諾參加正、副總統選舉。5月29日，伊斯邁爾在拉票時表示，建設統一黨一定要在雅加達取得過半數選票。6月3日，建設統一黨在中爪哇省三寶壟舉行最後一場競選集會，期間秘書長阿姆多里·阿都·加力（Amtori Abdul Djalil）發表五點聲明，稱建國五項原則是印尼社會的唯一基礎，並呼籲選民善用手中的一票。

### 印度尼西亞民主黨
5月10日，印尼民主黨主席蘇亞迪（Soerjadi）在泗水指出選舉的目的是制衡政府，防止政府擅權。他在兩天後表示，雖然《1945年憲法》沒有限制總統的任期，不過印尼民主黨同意把總統任期限制為兩屆。印尼民主黨最後一場選舉集會在雅加達舉行，參加者數以百萬計。期間蘇亞迪提出多項要求，包括：一、修改1985年政黨法，准許政黨在村級行政區活動，二、停止查封出版商，三、加重貪污犯的刑罰，四、結束企業壟斷。

## 選舉結果
投票時間從當地時間早上8時開始，到下午2時結束。票站完成點票後，點票結果已呈上選舉局，並於6月29日正式公布。登記選民總數共有107,565,697人，投票率為90.91%。
| 政黨                                                | 得票       | %     | 席位 |
| --------------------------------------------------- | ---------- | ----- | ---- |
| 專業集團（Golongan Karya，Golkar）                  | 66,599,331 | 68.10 | 282  |
| 建設統一黨（Partai Persatuan Pembangunan, PPP）     | 16,624,647 | 17.00 | 62   |
| 印度尼西亞民主黨（Partai Demokrasi Indonesia, PDI） | 14,565,556 | 14.89 | 56   |
| 總計                                                | 97,789,534 | 100%  | 400  |
| 來源：選舉局                                        |            |       |      |

## 後續
選舉結束後，人民協商會議（人協）在1993年3月召開大會，選出新一屆正、副總統，專業集團、建設統一黨和軍隊都同意支持蘇哈托連任。專業集團在1992年10月開始和另外兩個政黨商議人協大會的議程，然而民主黨拒絕提名總統人選，並要求改革選舉制度，打擊貪污、濫權等現象。1993年1月12日，民主黨召開會議，期間有兩派黨員向蘇亞迪施壓，反對派要求民主黨提名蘇哈托以外的人選，在政府、軍隊工作的黨員則要求印尼民主黨支持蘇哈托連任。結果蘇亞迪在14日宣布民主黨一致決定提名蘇哈托為總統候選人，同時擱置所有政治訴求（選舉改革除外）。人協大會在3月1日開幕，但沒有討論民主黨改革選舉制度的訴求，於是民主黨籍議員走上主席台，要求大會對此進行討論，但被專業集團和軍方制止，無疾而終。大會另一項爭議在於副總統人選的問題，武裝部隊提名特里擔任副總統，且得到建設統一黨和民主黨的同意，報導稱，蘇哈托雖然感到憤怒，可到最後還是接受了軍隊的決定，之後也沒有作出令軍方不滿的舉措。最後，蘇哈托和特里在大會上當選正副總統，任期至1998年結束。

## 腳註
1. ↑  Ricklefs 1991，第276頁.
2. ↑  Subidjo 1995，第19-20頁.
3. ↑  Subidjo 1995，第24-25頁.
4. ↑  Subidjo 1995，第23-24頁.
5. ↑  Subidjo 1995.
6. ↑  Subidjo 1995，第173頁.
7. ↑  Subidjo 1995，第176-177頁.
8. ↑  Subidjo 1995，第182頁.
9. ↑  Subidjo 1995，第184頁.
10. ↑  Subidjo 1995，第205頁.
11. ↑  Subidjo 1995，第196頁.
12. ↑  Subidjo 1995，第198-199頁.
13. ↑  Subidjo 1995，第209頁.
14. ↑  Subidjo 1995，第213頁.
15. ↑  Subidjo 1995，第215頁.
16. ↑  Subidjo 1995，第217頁.
17. ↑  Subidjo 1995，第222頁.
18. ↑  Subidjo 1995，第120-121頁.
19. ↑  Subidjo 1995，第158頁.
20. ↑  KPU 2014.
21. ↑  Schwartz 1994，第265-267頁.